# Odei
En la mitología vasca,  Hodei (euskera: Nube) era un genio causante de los truenos, relámpagos y tormentas. Atemorizaba a los campesinos echándoles a perder sus cosechas con sus rayos. Según los relatos, se muestra en forma de nube de tormenta, siendo el genio o dios de los cielos. Fue el sustituto del antiguo dios Ortzi o Urtzi. Ocasionalmente, aparece en las leyendas como hijo malvado de Mari, jefa de los genios.
Como remedio a sus males, se acude a los remedios mágicos o las oraciones a dios. En Saint-Esteben (Labort) se encienden velas bendecidas, se queman ramas de laurel en la casa o se sitúa un hacha en el umbral de la puerta principal de la casa, con el filo hacia arriba, para conjurarlo y aplacar su furia.